# ألكسندر بليافسكي
ألكسندر بليافسكي ، من مواليد 17 دجنبر 1953 بمدينة لفوف الأكرانية،جمهورية أوكرانيا الاشتراكية السوفيتية، لاعب شطرنج وأستاذ دولي كبير
منذ 1975 , بطل الاتحاد السوفيتي أربع مرات (1974، 1981، 1987، 1990), فاز مرتين في بطولة العالم للفرق ضمن المنتخب السوفيتي (1985، 1989), مدرب فني للإتحاد الدولي للشطرنج منذ 2004 .

## المشوار الرياضي

### بطولة اتحاد الجمهوريات الاشتراكية السوفيتية
- شارك الكسندر بليافسكي في نهائي بطولة الشطرنج لاتحاد الجمهوريات الاشتراكية السوفيتية 14 مرة وفاز بأربع منها.
- انتهت تجربته الأولى سنة 1973، في بطولة موسكو بخيبة أمل كبيرة احتل المرتبة الأخيرة (+2 -10 = 5): وهي واحدة من أقوى البطولات في تاريخ هذه المسابقة، ما بين 1960 و 1970 .
- في السنة التالية، (1974)، في لينينغراد، تقاسم المركز الأول واللقب مع ميخائيل طال (+6 -2 = 7).
- في فيلنيوس ما بين ديسمبر 1980 ويناير 1981، اتقاسم المركز الأول واللقب مع ليف بصاخيس بنتيجة (+6 -2 = 9).
- في عام 1987، في مينسك، تقاسم المركز الأول مع فاليري صالوف (+7 -2 = 8)، وفاز باللقب بعد مباراة فاصلة (2 = 2+).
- أما مشاركته قبل الأخيرة في بطولة الاتحاد السوفيتي فكانت سنة 1990 في لينينغراد، تقاسم المرتبة الأولى واللقب مع كل من ليونيد يوداسين، اليكسي فيجمانافين ويفجيني بارييف (+5 -1 = 7).

## المشاركات ضمن الفرق

### أولمبياد الشطرنج
مثل العديد من اللاعبين الآخرين من الاتحاد السوفيتي السابق، مثل بليافسكي ثلاثة بلدان مختلفة في أولمبياد الشطرنج.
شارك في أربع دورات لأولمبياد الشطرنج مع الاتحاد السوفيتي التي أحرز فيها منتخبه الميدالية الذهبية في كل مرة:
- 1982 - لوسرن: الطاولة الرابعة (+5 -1 = 4) - ميدالية برونزية.
- 1984 - سالونيك: الطاولة الأولى (+7 -1 = 2) - ميدالية برونزية.
- 1988 - سالونيك: الطاولة الرابعة (+5 -1 = 4)
- 1990 - نوفي ساد: الطاولة الثالثة (+4 = 6)

بعد تفكك الاتحاد السوفيتي، لعب ضمن المنتخب الأكراني مرة واحدة:
- 1992- مانيلا: الطاولة الثانية (+3 -2 = 7).

منذ عام 1996، يلعب على الطاولة الأولى للمنتخب السلوفيني:
- 1996 - يريفان: 7 = 7
- 1998 - إيليستا: +7 = 3 -2
- 2000 - إسطنبول: +2 = 3
- 2002 - بلاد: +5 = 3 -4
- 2004 - كالفيا: 5 5 = -2
- 2006 - تورينو: +5 = 3 -2
- 2008 - دريسدن: 3 = 7
- 2010 - خانتي-مانسييسك:+1=4-4

## في الدوريات العالمية
كان فوزه الأول بالدوري العالمي لمدينة تيلبورغ في عام 1981 حيث فاز بالمركز الأول متقدما على مجموعة من اللاعبين الكبار مثل تيجران بتروسيان، بورتيش لايوش، يان تيمان، ليوبومير ليوبويفتش، أولف اندرسون، غاري كاسباروف، بوريس سباسكي، بينت لارسن، روبرت هوبنر.
لاحقا، احتل بالمركز الأول في عدد من الدوريات العالمية أهمها:
- سراييفو (1982)
- فيك أن زي (1984 و 1985)
- لندن (1985)
- سوتشي (1986)
- تيلبورغ (1988)
- ميونيخ (1990)
- أمستردام (1990)
- بلغراد (1993)
- بولانيكا زدروي (1996)

## التدريب
بالإضافة إلى نشاطه كلاعب، قام بعدة أعمال تدريبية أهمها:
- مساعدة غاري كاسباروف، في عام 1993، خلال مباراة بطولة العالم PCA أمام نايجل شورت.
- درب ألكسندر موروزيفيتش في عام 2005 خلال بطولة العالم للشطرنج للإتحاد الدولي للشطرنج.
- وبالإضافة إلى ذلك، يدرب الألماني الأستاذ الدولي الكبير أركادي نايديتش

## أسلوب اللعب
يصف المراقبون أسلوبه في اللعب «بالأسلوب الذي لا هوادة فيه» والذي يتسبب في عدد كبير من الهزائم إلى لاعب من نفس المستوى.
لديه ذخيرة كبيرة من الإفتتاحيات خاصة الدور الإسباني والدفاع الفرنسي وغامبيت الوزير.

## كتبه
- Beliavsky, Alexander; Mikhalchishin, Adrian (1995), Winning Endgame Technique, Batsford, ISBN 0-7134-7512-9
- Beliavsky, Alexander; Mikhalchishin, Adrian (1998). Fianchetto Grunfeld. Everyman Chess.[2][3][4] (ردمك 978-1-85744-204-5)
- Beliavsky, Alexander (1998), Uncompromising Chess, Cadogan, ISBN 1-85744-205-9
- Beliavsky, Alexander; Mikhalchishin, Adrian (1999), The Two Knights Defence, Batsford, ISBN 0-7134-8441-1
- Beliavsky, Alexander; Mikhalchishin, Adrian (2000), Winning Endgame Strategy, Batsford, ISBN 0-7134-8446-2
- Beliavsky, Alexander; Mikhalchishin, Adrian (2003), Modern Endgame Practice, Batsford, ISBN 0-7134-8740-2

## أدواره
- أدواره على موقع ''chessgames

## روابط خارجية
- ألكسندر بليافسكي على موقع الاتحاد الدولي للشطرنج (الإنجليزية)
- ألكسندر بليافسكي على موقع مباريات الشطرنج (الإنجليزية)
- ألكسندر بليافسكي على موقع 365Chess.com (الإنجليزية)
- ألكسندر بليافسكي على موقع Chesstempo.com (الإنجليزية)
- ألكسندر بليافسكي سجل أولمبياد الشطرنج على موقع OlimpBase.org (الإنجليزية)